# Geirrøðr
Geirrøðr è un gigante della mitologia norrena.

## Storia
Un giorno il dio Loki stava volando per la terra dei giganti, Jotunheim, ma venne rapito da Geirrøðr, che gli ordinò di portare lì Thor senza il suo martello. Ma Thor si equipaggiò con un bastone magico, la cintura della forza e i guanti del potere e Geirrøðr fu sconfitto.